# Parafia Wniebowzięcia Najświętszej Maryi Panny w Białymstoku
Parafia pw. Wniebowzięcia Najświętszej Maryi Panny w Białymstoku – rzymskokatolicka parafia należąca do dekanatu Białystok-Śródmieście, archidiecezji białostockiej, metropolii białostockiej.

## Historia parafii
Parafia została utworzona przed 1547. Jest najstarszą parafią w mieście. 

## Miejsca święte
Kościół parafialny
- Kościół parafialny Wniebowzięcia Najświętszej Maryi Panny (archikatedra) wybudowany w 1617, rozbudowany w latach 1900–1905 w stylu neogotyku wiślano-bałtyckiego według projektu Józefa Piusa Dziekońskiego.

Kościoły filialne i kaplice
- Kościół Chrystusa Zbawiciela w Białymstoku
- Kościół pw. św. Józefa i Najświętszego Serca Pana Jezusa w Białymstoku
- Kaplica w domu zakonnym Zgromadzenia Służebnic Matki Dobrego Pasterza w Białymstoku
- Kaplica w domu zakonnym Zgromadzenia Sióstr Miłosierdzia św. Wincentego a Paulo w Białymstoku
- Kaplica w budynku parafialnym w Białymstoku
- Kaplica pw. Matki Bożej Częstochowskiej w Wojewódzkim Szpitalu im. J. Śniadeckiego w Białymstoku
- Kaplica pw. Miłosierdzia Bożego w Uniwersyteckim Szpitalu Klinicznym w Białymstoku
- Kaplica pw. Matki Bożej Miłosierdzia w specjalistycznym Onkologicznym Zespole Opieki Zdrowotnej w Białymstoku
- Kaplica pw. Dzieciątka Jezus w Dziecięcym Szpitalu Klinicznym w Białymstoku
- Kaplica w budynku plebanii w Białymstoku

## Proboszczowie
- 1880 – 1915 ks. Wilhelm Szwarc (1837–1915)
- 1920 – 1946 ks. Aleksander Chodyko (1880–1946)
- 1946 – 1977 ks. Stanisław Urban (1909–1981)
- 1977 – 2008 ks. Antoni Lićwinko (1933–)
- 2008 – 2021 ks. Henryk Żukowski (1946–)
- od 2022 ks. prał. dr Jarosław Grzegorczyk (1967–)[1][2]